# Рєпнін Анікіта Іванович
Анікіта Іванович Рєпнін (1668, Москва, Московське царство — 14 липня 1726, Рига, Російська імперія) — російський військовий діяч, генерал-фельдмаршал (1724), князь.

## Біографія
Син боярина Івана Борисовича Рєпніна. Із 1684 року — постельничий царя Петра I. Із 1685 року служив у «потішному війську». У 1694 році у чині підполковника брав участь у «кожуховських маневрах».
Під час першого Азовського походу в 1695 році — генерал-ад'ютант генерала Головіна. Під час другого Азовського походу 1696 року — капітан морської роти. Учасник придушення Стрілецького бунту 1698 року. Із 1699 року формував 10 солдатських полків у Казані. Із 1700 року — генерал.
На початку Північної війни командував дивізією, брав участь у битві під Нарвою. У 1701 році командував московським допоміжним корпусом, який діяв разом із саксонськими військами. Брав участь у битві на Двіні. Із 1704 року — командир піхотного полку (з 1708 року полк називався Тобольським). Брав участь у боях зі шведами за Нотебург, Нієншанц, Нарву.
У липні 1708 року був розбитий шведами при Головчині, за що був відданий Петром I під трибунал і позбавлений генеральського звання. Під час Полтавської битви командував центром московської армії, за успіхи в цій битві був відновлений у званні генерала і нагороджений орденом Андрія Первозванного.
Брав участь в облозі Риги (1709—1710) та Прутському поході 1711 року.
Із 1719 року — генерал-губернатор Ризької губернії. Одночасно з 1724 року — президент Військової колегії. Із 7 травня 1724 року — генерал-фельдмаршал.
Помер у Ризі.

## Нагороди
- Орден Андрія Первозванного (Московське царство)
- Орден Святого Олександра Невського (Російська імперія)
- Орден Білого Орла (Річ Посполита)
- Орден Слона (Данія)